# Sessão Aventura
Sessão Aventura foi um programa de televisão brasileiro, sendo uma das sessões da TV Globo. Exibia séries juvenis nas tardes de segunda à sexta. Por conta da falta de informações na internet, não se sabe exatamente sua data exata de estreia, apenas que ela começou em 1977, tendo alguns hiatos entre 1991 e 2001, quando foi retirada permanentemente da grade. Em 3 de maio de 2021, a sessão retornou reformulada na grade da emissora carioca, exibindo filmes na madrugada inicialmente como preparação para a reestreia e nova temporada do reality show No Limite.

## História
A Sessão começou a ser exibida no ano de 1977. O intuito dela era exibir seriados americanos de segunda à sexta, depois da Sessão da Tarde. Suas primeiras séries foram O Incrível Hulk, Manimal, Herbie, Se Meu Fusca Falasse, Trovão Azul, Dama de Ouro, Na Mira do Tira, Jogo Duplo, Moto Laser, Duro na Queda, Curto Circuito, Faro Fino, Passe de Mágica, Benji, O Pequeno Mestre e Profissão Perigo, exibidas até o fim dos anos 80.
Até outubro de 1990, por conta de alguns empecilhos na programação, como a Copa do Mundo e o Festival 25 Anos, a sessão foi prejudicada. Entre 22 e 26 de outubro daquele ano, os episódios pilotos das novas séries que estreariam na semana seguinte foram exibidos na Sessão da Tarde.
Em 1 de abril de 1991, com a estreia da segunda sessão do Vale a Pena Ver de Novo, a sessão foi retirada do ar até 1° de julho, quando retornou exibindo a novela Roque Santeiro até 3 de janeiro de 1992. Em 6 de janeiro, voltou a exibir apenas seriados.
No dia 1° de março de 1993, os seriados saíram novamente de cena, dando lugar a novela Vamp, que já estava sendo exibida desde 4 de janeiro, sendo a última telenovela exibida na faixa. Antes dela, Guerra dos Sexos e Que Rei Sou Eu? também foram reapresentadas. Em 5 de julho, as séries voltam ao horário. Em 20 de agosto, a série Barrados no Baile e seu spin-off Melrose foram exibidas juntas na sessão, mas em dias diferentes.
Em 11 de abril de 1994, o Vídeo Show deixou de passar aos sábados e foi para as tardes de segunda à sexta, o que fez com que a Sessão Aventura perdesse seu espaço na programação e deixasse de ser exibida novamente durante o restante do ano. Alguns de seus seriados ganharam outros horários na grade da Globo.
No início de 1995, o humorístico Os Trapalhões saiu do ar e a Sessão Aventura retornou as tardes, enquanto a Globo preparava um novo seriado juvenil para ocupar a grade. Em 21 de abril, ocorreu a última exibição do programa, pois em 24 de abril, estreava Malhação, expulsando definitivamente a sessão da grade durante quase 3 anos.
Em 5 de janeiro de 1998, durante as férias da soap-opera, a Globo trouxe o programa de volta durante algumas semanas, mas logo saiu do ar novamente, em 13 de fevereiro, para dar lugar a uma reprise da minissérie Riacho Doce.
Houve uma nova ressuscitação entre 2 e 27 de julho de 2001, para tentar levantar a audiência da emissora, junto de outras atrações colocadas no ar com o mesmo intuito, como o Festival de Férias e o Você Decide no Vale a Pena Ver de Novo. Agora exibida as 11h15 da manhã, após o infanto-juvenil Bambuluá, continuou com o mesmo intuito, exibindo seriados americanos durante a semana. Porém, a Globo continuou perdendo audiência, ficando em terceiro lugar no horário, fazendo com que a sessão ficasse apenas três semanas no ar.
Durante 20 anos, a sessão não foi mais citada na grade da TV Globo, porém, em 3 de maio de 2021, retornou a programação totalmente reformulada. Agora, exibindo filmes de ação e aventuras nas madrugadas, após o programa Conversa com Bial, inicialmente durante uma semana, até 7 de maio. O retorno aconteceu como divulgação para a volta do reality No Limite, que começa na semana seguinte. Na semana de reestreia, foram exibidos os filmes: Velozes e Furiosos, Caçador de Recompensas, Efeito Colateral, Caçadores de Emoções: Além do Limite e O Golpe.